# Des Moines Building
El Des Moines Building es un edificio histórico ubicado en el centro de la ciudad de Des Moines, en el estado de Iowa (Estados Unidos). Fue construido en 1930 con diseños del estudio de arquitectura Proudfoot, Rawson, Souers & Thomas. Es una combinación de los estilos art déco y streamline moderne. La estructura de 14 pisos se eleva a una altura de 58 metros. El antiguo edificio de oficinas fue abandonado y en mayo de 2011 la ciudad de Des Moines lo declaró un estorbo público para adquirirlo para su remodelación. En noviembre del mismo año vendieron el edificio por 150.000 dólares a Des Moines Apartments, LP, quien lo convirtió en 146 departamentos tipo loft. Fue incluido en el Registro Nacional de Lugares Históricos en 2013. El sótano alberga una sala recreativa y una sala de ejercicios. Se puede acceder a la azotea a través del piso 14 y tiene una gran vista de 360 grados de Des Moines. El edificio también está conectado al extenso sistema de pasarelas de la ciudad.